# Egill Magnússon
Egill Magnússon (født 22. Februar 1996) er en Islandsk håndboldspiller, der spiller for TTH Holstebro i Danmark.